# Disseccamento parziale delle radici

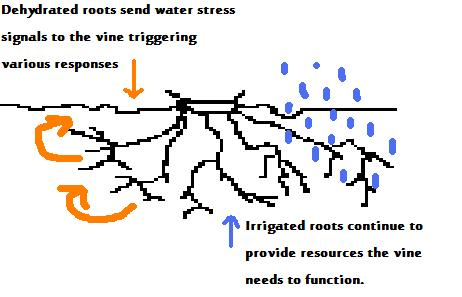
Nel DPR, la metà delle radici lasciata a secco segnala uno stato di "stress idrico", mentre l'altra metà continua a ricevere acqua sufficiente alla prosecuzione delle intere funzioni vitali.

Il disseccamento parziale delle radici (DPR; in inglese: partial rootzone drying, PRD) è una pratica agronomica che consente un drastico miglioramento nelle performance nell'irrigazione dei terreni agricoli, con riguardo, soprattutto, alle coltivazioni di ortaggi, alberi da frutto e vigneti. La tecnica consiste nell'indurre, nella pianta, una percezione fittizia di scarsità di acqua, in modo da determinare uno stress idrico al fine sfruttare la risposta fisiologica della pianta innescata da tali situazioni. 
La tecnica permette un consistente risparmio di acqua di irrigazione (all'incirca un dimezzamento del fabbisogno idrico, con variazioni che dipendono dal tipo di coltura) ed è, pertanto, di particolare utilità per la coltivazione in aree dal clima arido, o in zone e territori affetti da aridità o da scarsità di risorse idriche. Alla maggiore efficienza si unisce un altro beneficio osservato, il miglioramento della qualità dei frutti e del vino. 

## Descrizione
La tecnica è stata sviluppata negli anni '90 in Australia da Peter Dry, dell'Università di Adelaide, e da Brian Loveys della CSIRO Plant Industry. Applicata soprattutto ai vigneti, la tecnica prevede che le viti siano "ingannate" sulla reale disponibilità di acqua nel terreno, inducendo in loro la falsa percezione di una situazione di carenza idrica mentre, al contempo, la pianta sta ricevendo acqua in maniera che, seppur ridotta, risulta sufficiente e adeguata al ciclo vegetativo. 
Lo scopo viene raggiunto alternando l'irrigazione a goccia su ciascuno dei due lati del filare del vigneto, facendo in modo che la pianta riceva acqua, in maniera alternativa, solo su un lato dell'apparato radicale per due settimane e quindi sull'altro nelle successive due settimane. Le radici sul lato lasciato all'asciutto producono acido abscissico (ABA): in questo modo, mandano un "segnale" ormonale per indicare lo stato di scarso potenziale idrico dei terreni, il che innesca alcune strategie con cui la vite affronta le fasi di stress idrico, come la ridotta produzione di getti, la chiusura degli stomi (per minimizzare la traspirazione di umidità attraverso l'epidermide foliare) o la produzione di bacche di dimensioni più piccole. Tuttavia, siccome la vite sta ricevendo ancora acqua sull'altro lato, lo stress idrico non diventa tanto severo da compromettere funzioni vitali come, ad esempio, la fotosintesi.
Oltre che sulla vite, la tecnica ha dato risultati sperimentali molto promettenti su agrumi, peri e peschi. 
Il metodo è stato introdotto in molte regioni dell'Australia e della Nuova Zelanda, ma ha destato interesse anche in Spagna, Israele, Stati Uniti d'America e Sudafrica. Nel 1999 è stato impiantato un vigneto di nuovo impianto dell'estensione di 70 ha, a Lodi, in California, la cui irrigazione è basata per intero sul metodo del disseccamento parziale delle radici.

## Benefici

### Risparmio di acqua irrigua
Il sistema dell'irrigazione parziale delle zone radicali si è mostrato in grado di incrementare, in maniera significativa, l'efficiente sfruttamento delle risorse idriche da parte della pianta, con un risparmio delle quantità d'acqua acqua pari al 50% rispetto a metodi di irrigazione più tradizionali. Il fatto che la sua applicazione riduca leggermente la superficie fogliare non è giudicato un problema, dal momento che la resa complessiva rimane inalterata.

### Miglioramenti nella qualità del vino
Oltre all'aumento dell'efficienza, l'apparente stress idrico percepito dalla pianta induce una risposta metabolica che porta a una migliore qualità dei frutti e del vino. Gli esperimenti condotti nelle condizioni climatiche e pedologiche australiane non hanno mostrato alcun effetto sul pH degli acini di Cabernet Sauvignon e sulla concentrazione zuccherina in gradi Brix, mentre hanno registrato significative riduzioni delle dimensioni degli acini, ma con effetti minimi sul raccolto risultante nel complesso (è noto agli studiosi come una riduzione delle dimensioni abbia affetti positivi sia sugli acini sia sulla qualità del vino, grazie al maggior rapporto tra superficie della buccia e volume della polpa (o tra superficie e peso): secondo uno studio del 1972 Singleton (1972), già una riduzione del 10% nelle dimensioni medie degli acini, senza variazione nella composizione, è in grado di produrre notevoli e riconoscibili miglioramenti nell'aroma, nel colore, e nei tannini del vino rosso). Gli studi australiani su Cabernet Sauvignon hanno registrato incremento dei livelli di amminoacidi sulla polpa fresca con significativi aumenti nei livelli di prolina, arginina, valina, e isoleucina, vale a dire quelli che danno il maggior contributo al contenuto totale di aminoacidi nel frutto maturo.